# جوني واتكينز
جوني واتكينز (بالإنجليزية: Johnny Watkins)‏ هو لاعب كرة قدم بريطاني في مركز نصف الجناح، ولد في 9 أبريل 1933 في برستل في المملكة المتحدة. لعب مع كارديف سيتي ونادي باث سيتي ونادي بريستول روفيرز ونادي بريستول سيتي.